# Лоґуш Володимир Іванович

Володимир Лоґуш, псевда (25 серпня 1904, м-ко Язловець — 1979, м. Хабаровськ) — український громадський діяч, адвокат, політв'язень. Брат Омеляна Логуша.

## Біографія
Народився 25 серпня 1904 року в містечку Язловці (Бучацького повіту, Королівство Галичини та Володимирії, Австро-Угорщина, нині село Чортківського району, Тернопільська область, Україна). Дитячі роки пройшли в с. Передмістя поблизу Язловця.
Навчався в Бережанській і Тернопільській гімназіях. Студент юридичного факультету Ягайлонського (Краківського) університету, який закінчив у 1929 році. Очолював студентське товариство «Життя».
Від осені 1929 р. працював у Бережанах. Спочатку був помічником адвоката в канцелярії Михайла Західного, а з 1934 вів самостійну адвокатську практику. Брав активну участь в українському громадсько-політичному житті: голова товариства «Просвіта» в Бережанах (1938). [Архівовано 12 листопада 2020 у Wayback Machine.]
Особлива нарада при НКВС СРСР 23 грудня 1940 винесла вирок — 5 років виправно-трудових таборів. Ув'язнення відбував у Плісецьку Архангельської області.
У грудні 1944 р. звільнений і відразу призваний у діючу армію.
У 1950 р. радянська влада разом з сім'єю виселила Володимира Логуша у Хабаровський край (Росія), оскільки його брат Омелян був активним учасником Української повстанської армії. Звільнений 1956 p., оселився в м. Хабаровську (Росія) і працював до виходу на пенсію бухгалтером у конторі «Електропостачпобуту».
Помер у 1979 році в Хабаровську.

## Родина
Дядько по-батькові (стрийко) Юрія та Євгена Лоґушів.